# Chipman (Nuevo Brunswick)
Chipman es una parroquia canadiense situada en la provincia de Nuevo Brunswick.

## Superficie
Chipman tiene una superficie de 483,45 km².

## Demografía
En 2021, tenía 853 habitantes, una densidad poblacional de 1,8 hab./km², y 504 viviendas.